# Micaria triguttata
Micaria triguttata är en spindelart som beskrevs av Simon 1884. Micaria triguttata ingår i släktet Micaria och familjen plattbuksspindlar. Inga underarter finns listade i Catalogue of Life.